# Цзан Ицзэ
Цзан Ицзэ (кит. упр. 臧以澤, пиньинь Zang Yize, род. 8 сентября 1999 года в гор. Харбин, провинция Хэйлунцзян.) — китайская шорт-трекистка, чемпионка мира 2017 года в эстафете.

## Биография
Цзан Ицзэ занялась шорт-треком в возрасте 10-ти лет в Харбине в 2009 году и увлеклась им в качестве хобби. В то время она еще училась в спортивной школе Харбина. Впервые она появилась на международных соревнованиях в 2015 году на юниорском чемпионате мира в Осаке и там на дистанции 1500 м выиграла серебряную медаль, а в общем зачёте заняла 4-е место. На следующий год выиграла бронзу на 500 м и золото в эстафете на юниорском чемпионате мира в Софии, в многоборье стала 5-й. В феврале участвовала в зимних юношеские Олимпийских играх в Лиллехаммере и неожиданно выиграла 500 м.
В феврале 2017 на зимней Универсиаде в Алма-аты завоевала золотую медаль на 500 м и в эстафете взяла серебряную медаль, через несколько дней на зимних Азиатских играх в Саппоро завоевала золото на 500 м и серебро в эстафете, а в марте на чемпионате мира в Роттердаме она выиграла золотую медаль в эстафете вместе с Цюй Чуньюй, Фань Кэсинь, Линь Юэ и Го Ихань.
В октябре 2017 на этапе Кубка мира в Дордрехте в составе эстафеты выиграла золото, а в ноябре в Шанхае стала второй в той же эстафете, тогда же при падении сломала грудину и на полгода выбыла из соревновании. После реабилитации она вернулась в команду и в ноябре 2018 выиграла в составе команды смешанную эстафету на Кубке мира в Калгари. В начале 2019 года на чемпионате мира в Роттердам 2019 в общем зачёте заняла 8-е место.
В ноябре на Кубке мира в США и Канаде в эстафетной команде выиграла два золота. В марте из-за пандемии коронавируса соревнования были отменены до начала 2021 года.

## Награды
- 2017 год — названа Элитной спортсменкой международного класса